# Siegesbeckia agrestis
Siegesbeckia agrestis là một loài thực vật có hoa trong họ Cúc. Loài này được Poepp. miêu tả khoa học đầu tiên.